# فيضانات أفغانستان 2022
فيضانات أفغانستان 2022 في 5 مايو 2022 ضرب فيضان عدة أجزاء من أفغانستان. قُتل 22 شخصًا وأصيب 40 آخرون. كانت الأمطار والفيضانات شديدة بشكل خاص في مقاطعات بادغيس وفرياب وبغلان. عانت أفغانستان من الجفاف وتغير المناخ، مع انخفاض غلة المحاصيل مما أثار مخاوف من نقص حاد في الغذاء. أدى الطقس إلى تفاقم الفقر الناجم عن عقود من الحرب ثم انخفاض المساعدات الخارجية وتجميد الأصول في الخارج بعد سيطرة طالبان وانسحاب القوات التي تقودها الولايات المتحدة في أغسطس. وقال حسيب الله شيخاني رئيس الاتصالات والمعلومات في الهيئة الوطنية لإدارة الكوارث في أفغانستان إن 500 منزل دمرت وتضرر 2000 منزل آخر وقتل 300 رأس من الماشية وتلف حوالي 3000 فدان من المحاصيل. ذكر أيضًا أن اللجنة الدولية للصليب الأحمر تساعد وأن المسؤولين سيتواصلون مع المنظمات الدولية الأخرى للحصول على المساعدة.